# Тавранчук (блюдо)
Тавранчук (таранчук, таганчук) — старинное блюдо русской кухни, мясо или рыба, томлёные в горшке в русской печи. Особенности блюда: в отличие от других блюд в горшочках оно не содержало овощей или прочего гарнира, только лук и чеснок. Вместо воды для тушения обычно использовался квас, реже — молоко. Другие ингредиенты: солёные огурцы, травы и специи.

## История
Название, вероятно, происходит от тюркского глагола «тавр» — «рубить». Каковы бы не были основные ингредиенты, они действительно нарублены кусками. Вариация «таганчук» — от приготовления в тагане, то есть в керамической, глиняной сковороде-миске. Согласно «Толковому словарю живого великорусского языка» Владимира Даля, «Тавранчу́к — рыбное блюдо». «Необходимая настольная книга для молодых хозяек» Н. А. Коломийцовой (1891), уже приводит рецепт с бараниной. В Украине таранчук готовится из свинины.

## Приготовление
Мясо томилось в русской печи минимум три часа, и за счёт этого получалось особенно нежным. Чтобы в процессе долгого приготовления жидкость не выпарилась, было необходимо хорошо герметизировать горшок. Для этого использовался меланж, то есть размешанные сырые яйца, или абес — крутое солёное тесто, которым закупоривали горшок, от французского abaisse, «корка». Считается, что блюдо фактически исчезло, потому что из обихода вышла русская печь, в которой было удобно готовить тавранчук.